# Don Hurst
Frank O'Donnell Hurst (Maysville, Kentucky, 12 de agosto de 1905-Los Ángeles, California, 6 de diciembre de 1952), más conocido como Don Hurst, fue un jugador profesional estadounidense de béisbol que se desempeñó en la posición de primera base en las Grandes Ligas de Béisbol (MLB).

## Carrera
Hurst jugó como profesional siete temporadas en Philadelphia Phillies (1928-1934), después pasó a Chicago Cubs, donde jugó una temporada (1934), y fue el equipo en el que se retiró.

## Títulos
Fue campeón en carreras impulsadas de la Liga Nacional en una oportunidad (1932).